# Ciclo di York
Il ciclo di York (in lingua inglese York Mystery Plays o più propriamente York Corpus Christi Plays) è una serie di 48 drammi teatrali in forma di mistero composti in lingua inglese media. I drammi furono scritti nella seconda metà del 1300 da autori ignoti e rappresentati nella città di York fino al 1569.
Per quanto risulti che in molte città inglesi queste rappresentazioni fossero comuni, il ciclo di York è uno dei soli quattro cicli di misteri rimasti ai giorni nostri insieme al ciclo di Hegge, quello di Chester e quello di Wakefield.